# Carinodes subsecivus
Carinodes subsecivus là một loài tò vò trong họ Ichneumonidae.